# AD/DA-omvandlare
AD/DA-omvandlare finns antingen integrerade i exempelvis mikrokontrollrar eller separat som lösa integrerade kretsar. De omvandlar analog data till digital eller tvärtom.
- AD - analog till digital
- DA - digital till analog

En enkel tillämpning av en AD-omvandlare skulle kunna vara en digital termometer där en elektrisk spänning varierar med temperaturen och omvandlas till binär data i en mikrokontroller som sedan visar temperaturen i grader Celsius på en display. För mer avancerade tillämpningar används fristående omvandlare av hög kvalitet. Ett exempel på tillämpning av en DA-omvandlare är omvandlingen av binär data på en CD-skiva till analoga signaler som sedan förstärks så att de kan uppfattas som ljud.
Se även:
- A/D-omvandlare
- D/A-omvandlare